# Stones of Stenness
Stoječi kamni Stones of Stenness so neolitski spomenik pet milj severovzhodno od Stromnessa na otoku Mainland, Orkneyjski otoki na Škotskem. To je morda najstarejše mesto henge na Britanskem otočju. Različne tradicije, povezane s kamni, so preživele v moderno dobo in so del svetovne dediščine Srce neolitskega Orkneyja. Za njih skrbi Historic Environment Scotland.

## Postavitev in lokacija
Ohranjeni kamni so nameščeni na rtu na južnem bregu potoka, ki povezuje južna konca morskega jezera Loch of Stenness in sladkovodnega jezera Loch of Harray. Ime, ki se v orkadskem narečju izgovarja stane-is, izhaja iz stare norveščine in pomeni kamniti rt. Potok je zdaj premoščen, vendar ga je nekoč prečkal nasip, Ring of Brodgar pa leži približno 1,2 km stran proti severozahodu, čez potok in blizu konice ožine, ki je nastala med dvemi jezeri. Maeshowe komorna grobnica je približno 1,2 km vzhodno od Stones of Stenness, v bližini pa leži tudi več drugih neolitskih spomenikov, kar nakazuje, da je bilo to območje še posebej pomembno.
Čeprav današnjemu mestu manjka obdajajoči jarek in breg, so izkopavanja pokazala, da je bilo to mesto spomenik henge, verjetno najstarejši na Britanskem otočju. Kamni so tanke plošče, debele približno 30 cm, z ostro zaobljenimi vrhovi. Štirje, visoki do približno 5 m, so bili prvotno elementi kamnitega kroga do 12 kamnov, postavljenih v elipso s premerom približno 32 m na ravni ploščadi 44 m premera obdan z jarkom. Jarek je vrezan v skalo za kar 2 m in je širok 7 m, obdan z zemeljskim nasipom, z enim vhodnim nasipom na severni strani. Vhod je obrnjen proti neolitskemu naselju Barnhouse, ki so ga našli ob jezeru Loch of Harray.
Watch Stone stoji zunaj kroga na severozahodu in je visok 5,6 m. Nekoč sta bila tam vsaj dva kamna, saj so v 1930-ih našli škrbino drugega kamna. Drugi manjši kamni so kvadratni kamen v središču krožne ploščadi, kjer so našli kremirano kost, oglje in keramiko. To se imenuje 'ognjišče', podobno tistemu, ki ga najdemo v Barnhouseu. V jarku so našli živalske kosti. Keramika povezuje spomenik Skara Brae in Maeshowe. Na podlagi radiokarbonskega datiranja se domneva, da so se dela na mestu začela pred letom 3100 pr. n. št.:{{{1}}}

## Tradicije in zgodovina
Predstavljajmo si torej družine, ki se približujejo Stennessu ob določenem letnem času, moški, ženske in otroci, ki nosijo snope kosti, zbranih iz okostij razkopanih trupel – lobanje, mandibule, dolge kosti –, ki nosijo tudi lobanje totemskih živali, zver, ki je bila ena izmed mnogih, ki so jo zaklali za pojedino, ki je spremljala slovesnosti.— Aubrey Burl (1981) Rites of the Gods.
Celo v 18. stoletju je bilo mesto še vedno povezano s tradicijami in obredi, do takrat pa se je nanašalo na nordijske bogove. Leta 1814 ga je obiskal Walter Scott. Drugi antikvarji so kamne dokumentirali in zapisali lokalne tradicije in verovanja o njih. En kamen, znan kot 'Odinov kamen', ki je stal na polju severno od hengeja, je bil preluknjan s krožno luknjo in so ga lokalni pari uporabljali za sklenitev zarok z držanjem rok skozi režo. Povezovali so ga tudi z drugimi obredi in verjeli so, da ima magično moč. Poročali so o tradiciji dajanja vseh vrst priseg ali obljub z roko v Odinovem kamnu; to je bilo znano kot sprejetje 'Odinove zaobljube'
Decembra 1814 se je kapitan W. Mackay, nedavni priseljenec na Orkney, ki je bil lastnik kmetijskih zemljišč v bližini kamnov, odločil, da jih bo odstranil, ker so lokalni ljudje z uporabo kamnov v obredih posegali na njegovo zemljo in ga motili. Začel je decembra 1814 z razbijanjem Odinovega kamna. To je povzročilo ogorčenje in ustavili so ga, potem ko je uničil en kamen in podrl drugega.
Podrt kamen je bil ponovno postavljen leta 1906 skupaj z nekaj netočne rekonstrukcije znotraj kroga.
V 1970-ih je bila struktura dolmena podrta, saj so obstajali dvomi o njeni pristnosti. Dva pokončna kamna ostaneta na mestu.

## Vpliv na popularno kulturo
Slika skupine Stones of Stenness je na naslovnici Van Morrisonovega albuma The Philosopher's Stone.
Odinov kamen je upodobljen na albumu Juliana Copa Discover Odin.
Kamni so tudi prizorišče pesmi Loreene McKennitt Standing Stones z njenega albuma Parallel Dreams. Besedilo opisuje par zaljubljenih ljubimcev, ki se srečata pri Odinovem kamnu, a moža doleti tragična usoda.

## Status svetovne dediščine
»Srce neolitskega Orkneyja« je bilo decembra 1999 vpisano na seznam svetovne dediščine. Poleg Skara Brae območje vključuje Maeshowe, Ring of Brodgar, Skara Brae in druga bližnja najdišča. Upravlja ga Historic Environment Scotland, katerega Izjava o pomembnosti za območje se začne:
Spomeniki v osrčju neolitskih Orkneyja in Skara Brae oznanjajo zmagoslavje človeškega duha v zgodnjih obdobjih in na osamljenih krajih. Bili so približno sočasni z mastabami iz arhaičnega obdobja Egipta (prva in druga dinastija), opečnatimi templji v Sumeriji in prvimi mesti kulture Harappa v Indiji ter stoletje ali dve prej kot zlata doba Kitajske. Ta najdišča so nenavadno primerna za svoj zgodnji datum in z izjemno bogatimi ostanki dokazov vidni simbol dosežkov zgodnjih ljudstev stran od tradicionalnih središč civilizacije ... Stenness je edinstven in zgodnji izraz obrednih običajev ljudi, ki so svoje mrtve pokopavali v grobnicah, kot je Maes Howe, in živeli v naseljih, kot je Skara Brae.